# Шамс Касмаи
Шамс Касмаи (перс. شمس کسمایی‎; 1883, Йезд — 1961, Тегеран) — иранская поэтесса и филолог. Она убрала аруз и рифму из своих стихотворений и стала новатором в этой сфере. Её острые политические послания печатали в газетах Тебриза. Стихотворный отрывок (кытаа) без рифмы, который был опубликован в 1920 году в журнале Азадистан, считается первым примером модернизма в персидской поэзии.

## Биография
Шамс Касмаи родилась в 1883 году в городе Йезд. Её предками были гилянцы из деревни Касма провинции Гилян. После свадьбы Шамс вместе с мужем, который был продавцом чая, отправилась в Ашхабад. Здесь она занималась культурной работой, за что даже была удостоена медали от правительства Ирана.
После четырёх лет жизни в СССР, где изучила русский и азербайджанские языки и банкротства её мужа, Шамс вместе с супругом и двумя детьми возвращается в Иран. Они поселились в Тебризе. В то время этот город был центром политической и интеллектуальной активности. Шамс Касмаи сразу присоединилась к группе авторов журнала Таджаддод под руководством Таги Рафата и приняла активное участие в политическом и революционном движении в Иранском Азербайджане. Шамс Касмаи знала русский и азербайджанский языки. Её сын, Карим Арбабзаде был искусным художником и также знал несколько языков. Однако в 1920 году он принял участие в движении «дженгалийцев» и был убит.
Шамс была свободолюбивой и независимой женщиной. После убийства Рафата и прихода к власти Резы Пехлеви национально-освободительное движение в Иранском Азербайджане было подавлено. В 1928 году скончался муж. Шамс с единственной дочерью Сафой отправляется в Йезд, а затем в Тегеран, где вновь выходит замуж за Мохаммад Хоссейна Раштияна. В конце своей жизни она проживала в уединении в Тегеране. Вместе с тем, её дом был местом встреч интеллектуалов вплоть до её смерти в 1961 году.

## Лирика Шамс Касмаи
До наших дней дошла лишь малая часть стихотворений Шамс Касмаи. Стихотворный отрывок (кытаа) без рифмы, который был опубликован в 1920 году в журнале Азадистан, написанный в подражании европейской лирике, считается первым примером модернизма в персидской поэзии.